# 1997年の野球
1997年の野球（1997ねんのやきゅう）では、1997年の野球界における動向をまとめる。

## 競技結果

### 高校野球
- 第69回選抜高等学校野球大会優勝：天理（奈良県）
- 第79回全国高等学校野球選手権大会優勝：智弁和歌山（和歌山県）

### 大学野球
- 第46回全日本大学野球選手権大会優勝：近畿大
- 第28回明治神宮野球大会優勝：近畿大

- 東京六大学野球連盟優勝 春：慶應義塾大、秋：法政大
- 東都大学野球連盟優勝 春：亜細亜大、秋：駒澤大
- 関西学生野球連盟優勝 春：近畿大、秋：近畿大

### 社会人野球
- 第68回都市対抗野球大会優勝：日本生命
- 第24回社会人野球日本選手権大会優勝：三菱重工神戸

### メジャーリーグ
- 6月12日 - リーグ交流試合が126年のメジャーリーグの歴史で初めて行われるようになる。
- ワールドシリーズ：フロリダ・マーリンズ（4勝3敗）クリーブランド・インディアンス
  - ナショナルリーグ東地区優勝：アトランタ・ブレーブス
  - ナショナルリーグ中地区優勝：ヒューストン・アストロズ
  - ナショナルリーグ西地区優勝：サンフランシスコ・ジャイアンツ
  - アメリカンリーグ東地区優勝：ボルチモア・オリオールズ
  - アメリカンリーグ中地区優勝：クリーブランド・インディアンス
  - アメリカンリーグ西地区優勝：シアトル・マリナーズ

## できごと

### 3月
- 3月26日 - 【高校】 阪神甲子園球場にて第69回選抜高等学校野球大会が開幕。

### 4月
- 4月9日 - 【高校】第69回選抜高等学校野球大会の決勝戦が甲子園で行われ天理高校が初優勝。

### 8月
- 8月8日 - 【高校】 阪神甲子園球場で第79回全国高等学校野球選手権大会が開幕。
- 8月21日 - 【高校】 第79回全国高等学校野球選手権大会の決勝戦が甲子園で行われ、和歌山代表の智弁和歌山が京都代表の平安を6-3で下し初優勝。

### 11月
- 11月4日
  - 野球評論家の青田昇が心不全のため都内の病院にて4時死去[1]。
  - 【大学】慶応大学野球部の高橋由伸が10時より横浜市港北区の慶大日吉校舎で記者会見し、巨人を逆指名すると表明[2]。

## 誕生

### 1月
- 1月6日 - デミ・オリモロイ
- 1月7日 - オジー・アルビーズ
- 1月19日 - 太田賢吾

### 2月
- 2月3日 - 高橋光成
- 2月26日 - オンドジェイ・サトリア

### 4月
- 4月8日 - 林承飛
- 4月15日 - 堀内謙伍
- 4月30日 - 嚴宏鈞

### 5月
- 5月8日 - 髙橋純平

### 6月
- 6月2日 - 佐藤世那
- 6月21日 - 高橋樹也
- 6月22日 - ジョシュ・ネイラー
- 6月25日 - アロンソ・テンヤ
- 6月30日 - 上野翔太郎

### 7月
- 7月21日 - オコエ瑠偉

### 8月
- 8月2日 - トリストン・マッケンジー
- 8月3日 - ルイス・ロベルト・ジュニア
- 8月4日 - マイク・ソロカ
- 8月25日 - 森下暢仁

### 9月
- 9月8日 - ラーズ・ヌートバー

### 10月
- 10月8日 - 小笠原慎之介

### 12月
- 12月24日 - 平沢大河

## 死去
- 1月7日 - 尾茂田叶（*1909年）
- 1月30日 - 内堀保（*1917年）
- 2月16日 - 堀込基明（*1939年）
- 4月26日 - 藤本英雄（*1918年）
- 6月6日 - 戸倉勝城（*1914年）
- 6月8日 - 本堂保次（*1918年）
- 9月9日 - リッチー・アシュバーン（*1927年）
- 9月16日 - 坪内道則（*1914年）
- 9月26日 - 萩原寛（*1924年）
- 10月5日 - ジョニー・ヴァンダー・ミーア（*1914年）
- 10月22日 - 柚木進（*1920年）
- 11月4日 - 青田昇（*1924年）